# Dispositionsrätt
Dispositionsrätt är rätten att disponera någonting, t.ex. ett bankkonto eller en byggnad, trots att man inte äger det.
Till exempel har Sveriges kung rätt att disponera de kungliga slotten, trots att de ägs av den svenska staten.